# Brunello Cucinelli
Brunello Cucinelli (Castel Rigone, 3 settembre 1953) è uno stilista e imprenditore italiano, fondatore dell'omonima azienda.
Nel 2018 occupa il 33º posto della lista delle persone più ricche d'Italia secondo Forbes con un patrimonio di 2,4 miliardi di euro al 2022. Nel 2025 il suo patrimonio secondo Forbes è salito fino al raggiungimento di 3,9 miliardi.

## Biografia
Imprenditore nel campo del tessile, specializzato nella compra-vendita del cashmere, secondo l'agenzia Bloomberg ha raggiunto lo status di miliardario il 9 maggio 2013, con il possesso del 65% delle quote della sua società, un pacchetto azionario valutato circa 947 milioni di dollari, che arriva a un valore totale di 1,5 miliardi di dollari se si considera la capitalizzazione di mercato della sua compagnia quotata alla Borsa di Milano. Brunello Cucinelli è stato il presidente del Castel Rigone Calcio dal 1998 al 2014.

### La Brunello Cucinelli s.p.a.
Brunello Cucinelli nasce vicino a Perugia, a Castel Rigone, da una famiglia contadina. Inizialmente intraprende gli studi da geometra per poi iscriversi alla facoltà di ingegneria. Non termina gli studi e nel 1974 lascia l'università per iniziare un'attività nel campo della moda. Fonda quindi nel 1978 l'azienda Brunello Cucinelli e si concentra sulla lavorazione del cachemire colorato. La prima sede si trova a Ellera di Corciano, nel perugino. Nel 2012 l'azienda si quota in borsa.
Cucinelli è stato insignito dall’Università degli Studi di Perugia della laurea honoris causa in filosofia ed etica nei rapporti umani.

### Attività filantropica
A seguito del terremoto del 26 ottobre 2016, che ha gravemente danneggiato il Centro Italia, Cucinelli si è detto pronto a ricostruire - con la sua fondazione - il monastero annesso alla chiesa crollata di Norcia; l'imprenditore ha dichiarato: «Dopo questa catastrofe, anche la regola benedettina ritroverà nuovo slancio»; ha inoltre definito Norcia «la città dell’anima», identificandola come sua città di riferimento spirituale.
Nel 2018 Cucinelli ha venduto il 6% delle sue azioni, per un valore di oltre 100 milioni di euro, donati in beneficenza. Per queste sue azioni e per la sua attenzione verso il capitale umano di cui l'azienda dispone, Cucinelli è un imprenditore che si vuole vicino ad un sistema imprenditoriale rispettoso della “dignità morale ed economica dell'uomo”, valorizzando l'uomo e l'aspetto sociale.